# Зоркул
Зоркул је језеро у планинама Памира које се простире дуж границе између Авганистана и Таџикистана, од истока према западу, у дужини од око 25 km. Авганистанско-таџикистанска граница пролази дуж језера од истока ка западу, скрећући на југ према врху Конкорд (5 469 m), око 15 km јужно од језера. 
Северна половина језера лежи у Таџикистану где је заштићена као део Резервата природе Зоркул. 
Из језера, према западу, тече река Памир, пратећи авганистанско-таџикистанску границу. Стога, оно се сматра извором Аму Дарје или реке Оксус. Јужно од језера простире се Велики Памир.
Језеро је лоцирано на „Путу свиле”. У кинеским историјским записима помиње се као „Велики змајев базен“.
Некада је припадало територији Ваханског мира, али је  1895. године заједно са реком успостављено као граница између Русије и Авганистана, споразумом између Руса и Британаца.
Иако се верује да је Марко Поло у свом извештају помињао језеро Зоркул, званично први Европљанин који је посетио језеро био је британски поморски официр Џон Вуд 1838. године. Језеро је међу Британцима постало познато под називом Викторија, по британској краљици, иако је Џон Вуд одбио да га тако назове. Било је познато и као „Језеро Викторија на Памиру“ како би се разликовало од много већег истоименог језера у Африци.